# Neneca (voleibolista, 1969)
 Claudenice dos Santos Silva Oliveira (Campinas, 30 de julho de 1969 é ex-voleibolista indoor brasileira com nacionalidade esportiva italiana que atuou tanto posição de Ponteira,  Central e chegou atuar como  Oposto, com passagens clubes nacionais e internacionais e conquistou a medalha de ouro na edição do Campeonato Sul-Americano de Clubes de 1996 no Peru.

## Carreira
A pratica desportiva do voleibol ocorreu quando Neneca tinha apenas 14 anos de idade, mesmo na fase escolar já era destaque na modalidade,  diante do desempenho mostrado e percebendo um potencial nela, seus professores da época a incentivaram e  seguindo as orientações buscou  aprimorar seu talento, ingressando no Guarani FC .
No ano de 1984 ocorreu uma fatalidade em sua vida: a morte de sua mãe, vítima de acidente automobilístico, em seguida seu pai formou uma nova família, deparando-se “sozinha” refugiou-se no  esporte para prosseguir de forma independente .Depois se transferiu para o Esporte Clube Sírio 
Em 1989 atuava pelo Rodrimar/Ovomaltine/Santos na conquista do segundo lugar no Campeonato Paulista deste ano, com passagem também pela Translitoral/Guarujá.Foi atleta do  Sollo/Tietê  na temporada 1992-93 e na temporada 1993-94  foi sondada pelo voleibol italiano e pela primeira vez passa atuar no voleibol italiano quando atuando na posição de ponteira defendeu o clube  Oranfrizer Sesto Fiorentino na Liga A2 Italiana 1993-94 encerrando na décima primeira posição,  e na correspondente Copa A2 Itália, nesta última competição houve eliminação nas oitavas de final.
Na temporada 1995-96 foi contratada para Datasul/31 de Julho/SC quando alcançou a décima posição, ou seja, último lugar.Em 1996 atuou pelo Sollo/Tietê conquistando a medalha de ouro no Campeonato Sul-Americano de Clubes de 1996 em Lima, Peru.
Representou o clube catarinense chamado Bonja/Datasul  nas competições de 1996-97, atuando como Central e disputou a edição correspondente da  Superliga Brasileira A encerrando na sétima posição, temporada que foi premiada como Melhor Sacadora da competição.
Em maio de 1997 foi um dos reforços contratados pelo Leites Nestlé para a temporada, sendo vice-campeã do Campeonato Paulista de 1997,
representando o Joinville/SC na Superliga Brasileira A 1997-98  finalizando na décima primeira posição.
Na temporada seguinte passa a atuar na equipe do São Caetano EC alcançando o sétimo lugar no Campeonato Paulista de 1998 e atuou com oposto por este clube na Superliga Brasileira A 1998-99, quando finalizou na décima segunda posição .
Na jornada posterior foi atleta da Petrobrás/Macaé e por este disputou a correspondente edição da Superliga Brasileira A 1999-00 alcançando a sexta posição ao final competição, atuando na posição de central.
Jogou muitas temporadas na Europa e defendeu também as cores do clube francês VBD Riom e  após atuar no Santos F.C./ Palácio do Bingo/ Bingo Chão de Estrelas encerrou a carreira como profissional em 2005 época que disputou o Campeonato Paulista e na fase final Liga Nacional de 2005, totalizando 25 anos de carreira.
Em 2008 via concurso público ingressou no programa SuperEscola em 2008, integrando na ocasião a Secretaria de Juventude , Esporte e Lazer (Sejel) no município de Praia Grande, atuando como técnica e com objetivo de  revelar novos valores no voleibol ao lado da gaúcha Shana Krindges.Na época fazia 10 anos que morava no Guarujá, formada em Educação Física na Universidade Metropolitana de Santos (Fefis/Unimes). Atualmente, fez pós-graduação em Personal Training, nas Faculdades Metropolitanas Unidas (FMU), em São Paulo; ministrando os treinados na época no Ginásio do Clube de Praia São Paulo
Também atuou no vôlei de praia ao lado de  Shana Krindges quando representaram a cidade de Praia grande de 53ª edição dos Jogos Regionais em Santo André, cuja técnica foi Cristina Lopes e alcançaram o bronze e nacionalmente ocupou a quinquagésima primeira posição no ranking individual em 2009 e a vigésima quarta colocação no ranking individual de 2010.

## Títulos e resultados
- Campeonato Paulista:1989[2] , 1997[13]
- Jogos Regionais de São Paulo:2009[27]

## Prêmios individuais
- Melhor Saque da Superliga Brasileira A 1996-97[11]